# Howie Wright
Howard L. "Howie" Wright (Louisville, Kentucky, 22 de febrero de 1947) es un exjugador de baloncesto estadounidense que disputó dos temporadas en la ABA. Con 1,91 metros de estatura, jugaba en la posición de escolta.

## Trayectoria deportiva

### Universidad
Jugó durante tres temporadas con los Governors de la Universidad Estatal Austin Peay, en las que promedió 23,2 puntos y 7,3 rebotes por partido. Fue incluido en sus tres temporadas en el mejor quinteto de la Ohio Valley Conference.

### Profesional
Fue elegido en la trigésimo cuarta posición del Draft de la NBA de 1970 por New York Knicks, y también en el draft de la American Basketball Association por los Kentucky Colonels, con los que fichó.
En su primera temporada en el equipo promedió 4,6 puntos y 1,5 rebotes por partido. Poco después de comenzada la temporada 1971-72, fue despedido.

## Estadísticas de su carrera en la ABA

### Temporada regular
| Temporada | Edad | Equipo            | Liga | Pos. | P  | TIT | MIN  | TC  | TCA | %TC  | 3P  | 3PA | %3P  | 2P  | 2PA | %2P  | TL  | TLA | %TL  | R.OF. | R.DEF. | REB | ASIS | ROB | TAP | PER | FP  | PTS |
| 1970-71   | 23   | Kentucky Colonels | ABA  | SG   | 52 |     | 11.8 | 1.8 | 4.7 | .384 | 0.2 | 0.8 | .214 | 1.6 | 3.9 | .419 | 0.8 | 0.9 | .816 | 0.4   | 1.1    | 1.5 | 1.2  |     |     | 1.1 | 1.7 | 4.6 |
| 1971-72   | 24   | Kentucky Colonels | ABA  | SG   | 1  |     | 4.0  | 0.0 | 0.0 |      | 0.0 | 0.0 |      | 0.0 |     |      | 0.0 | 1.0 | .000 | 0.0   | 0.0    | 0.0 | 0.0  |     |     | 1.0 | 0.0 | 0.0 |
| Total     |      |                   | ABA  |      | 53 |     | 11.6 | 1.8 | 4.6 | .384 | 0.2 | 0.8 | .214 | 1.6 | 3.8 | .419 | 0.8 | 0.9 | .800 | 0.4   | 1.1    | 1.5 | 1.2  |     |     | 1.1 | 1.7 | 4.5 |

### Playoffs
| Temporada | Edad | Equipo            | Liga | Pos. | P | TIT | MIN | TC  | TCA | %TC  | 3P  | 3PA | %3P  | 2P  | 2PA | %2P  | TL  | TLA | %TL  | R.OF. | R.DEF. | REB | ASIS | ROB | TAP | PER | FP  | PTS |
| 1970-71   | 23   | Kentucky Colonels | ABA  | SG   | 5 |     | 7.2 | 1.4 | 4.0 | .350 | 0.4 | 1.6 | .250 | 1.0 | 2.4 | .417 | 0.8 | 1.8 | .444 | 0.0   | 0.4    | 0.4 | 0.8  |     |     | 0.2 | 1.2 | 4.0 |
| Total     |      |                   | ABA  |      | 5 |     | 7.2 | 1.4 | 4.0 | .350 | 0.4 | 1.6 | .250 | 1.0 | 2.4 | .417 | 0.8 | 1.8 | .444 | 0.0   | 0.4    | 0.4 | 0.8  |     |     | 0.2 | 1.2 | 4.0 |